# Microregione di Manaus
Manaus è una microregione dello Stato di Amazonas in Brasile, appartenente alla mesoregione di Centro Amazonense.

## Comuni
Comprende 7 municipi:
- Autazes
- Careiro
- Careiro da Várzea
- Iranduba
- Manacapuru
- Manaquiri
- Manaus